# Campeonato Argentino M21 2012
El Campeonato Argentino de Menores de 21 años de 2012 fue un torneo para los seleccionados M21 de las uniones regionales afiliadas a la Unión Argentina de Rugby que participaron de la Zona Campeonato y el cuadrangular final de la Zona Ascenso del Campeonato Argentino de Mayores de 2012. El torneo se llevó a cabo entre el 7 y 28 de abril de 2012.
Todos los encuentros del torneo fueron disputados de manera preliminar a los partidos de sus correspondientes uniones en la Zona Campeonato y la Definición del Campeonato de Ascenso del Campeonato de Mayores. Debido a que el torneo principal arrastró fechas de su etapa clasificatoria para completar su sistema de todos contra todos, este torneo tuvo que disputarse bajo un diferente formato. Los seis participantes fueron divididos en dos zonas de tres equipos cada una, donde cada uno enfrentó solamente a los tres equipos de la zona opuesta. Los ganadores de cada zona al finalizar el torneo serían proclamados como los campeones del torneo, independientemente de sus puntajes finales.
La Unión Cordobesa de Rugby y la Unión de Rugby de Buenos Aires se consagraron campeones del torneo al ganar sus respectivas zonas. Los cordobeses ganaron sus tres encuentros, mientras que el seleccionado porteño cayó solamente en su primer partido ante los Doguitos. Curiosamente, los jugadores de Buenos Aires no se percataron de su coronación tras vencer a la Unión de Rugby de Salta en la última fecha al no estar al tanto del formato del competición.
La Unión Argentina de Rugby organizó también los encuentros preliminares M21 correspondientes a la Definición del Campeonato de la Zona Ascenso del Campeonato de Mayores, pero en este no se consideraron puntos ni clasificaciones finales.

## Equipos participantes
Participaron de este torneo las selecciones de las uniones provinciales clasificadas a la Zona Campeonato y el cuadrangular final de la Zona Ascenso del Campeonato Argentino de Mayores 2012.
| División                  | Equipo        | Unión                                                |
| ------------------------- | ------------- | ---------------------------------------------------- |
| Zona Campeonato 6 equipos | Buenos Aires  | Unión de Rugby de Buenos Aires                       |
| Zona Campeonato 6 equipos | Córdoba       | Unión Cordobesa de Rugby                             |
| Zona Campeonato 6 equipos | Cuyo          | Unión de Rugby de Cuyo                               |
| Zona Campeonato 6 equipos | Rosario       | Unión de Rugby de Rosario                            |
| Zona Campeonato 6 equipos | Salta         | Unión de Rugby de Salta                              |
| Zona Campeonato 6 equipos | Tucumán       | Unión de Rugby de Tucumán                            |
| Zona Ascenso 4 equipos    | Alto Valle    | Unión de Rugby del Alto Valle de Río Negro y Neuquén |
| Zona Ascenso 4 equipos    | Mar del Plata | Unión de Rugby de Mar del Plata                      |
| Zona Ascenso 4 equipos    | San Juan      | Unión Sanjuanina de Rugby                            |
| Zona Ascenso 4 equipos    | Santa Fe      | Unión Santafesina de Rugby                           |

## Zona Campeonato
| Pos. | Equipos | Partidos | Partidos | Partidos | Tantos | Tantos | Tantos | Pts. |
| Pos. | Equipos | G        | E        | P        | PF     | PC     | DP     | Pts. |
| ---- | ------- | -------- | -------- | -------- | ------ | ------ | ------ | ---- |
| 1.º  | Córdoba | 3        | 0        | 0        | 64     | 18     | +46    | 6    |
| 2.º  | Tucumán | 2        | 0        | 1        | 55     | 61     | -6     | 4    |
| 3.º  | Salta   | 0        | 0        | 3        | 58     | 103    | -45    | 0    |

| Pos. | Equipos      | Partidos | Partidos | Partidos | Tantos | Tantos | Tantos | Pts. |
| Pos. | Equipos      | G        | E        | P        | PF     | PC     | DP     | Pts. |
| ---- | ------------ | -------- | -------- | -------- | ------ | ------ | ------ | ---- |
| 1.º  | Buenos Aires | 2        | 0        | 1        | 78     | 56     | +22    | 4    |
| 2.º  | Rosario      | 1        | 0        | 2        | 51     | 64     | -13    | 2    |
| 3.º  | Cuyo         | 1        | 0        | 2        | 53     | 57     | -4     | 2    |

|  | Campeón |

Primera fecha
| 7 de abril | Córdoba | 16 - 10 | Buenos Aires | Tala Rugby Club, Córdoba                 |                                          |
|            |         | Reporte |              | Árbitro(s): Santiago Altobelli (Tucumán) | Árbitro(s): Santiago Altobelli (Tucumán) |

| 7 de abril | Rosario | 19 - 24 | Tucumán | Jockey Club, Rosario                     |                                          |
|            |         | Reporte |         | Árbitro(s): Joaquín Otaño (Buenos Aires) | Árbitro(s): Joaquín Otaño (Buenos Aires) |

| 7 de abril | Cuyo | 32 - 19 | Salta | Mendoza Rugby Club, Bermejo        |                                    |
|            |      | Reporte |       | Árbitro(s): Carlos Poggi (Rosario) | Árbitro(s): Carlos Poggi (Rosario) |

Segunda fecha
| 14 de abril | Salta | 10 - 27 | Rosario | Jockey Club, Salta                       |                                          |
|             |       | Reporte |         | Árbitro(s): Santiago Altobelli (Tucumán) | Árbitro(s): Santiago Altobelli (Tucumán) |

| 14 de abril | Cuyo | 3 - 18  | Córdoba | Los Tordos Rugby Club, Guaymallén    |                                      |
|             |      | Reporte |         | Árbitro(s): Felipe Balbontín (Chile) | Árbitro(s): Felipe Balbontín (Chile) |

| 14 de abril | Buenos Aires | 24 - 11 | Tucumán | CASI, San Isidro                   |                                    |
|             |              | Reporte |         | Árbitro(s): Carlos Poggi (Rosario) | Árbitro(s): Carlos Poggi (Rosario) |

Tercera fecha
| 21 de abril | Rosario | 5 - 30  | Córdoba | Jockey Club, Rosario                     |                                          |
|             |         | Reporte |         | Árbitro(s): Joaquín Otaño (Buenos Aires) | Árbitro(s): Joaquín Otaño (Buenos Aires) |

| 21 de abril | Tucumán | 20 - 18 | Cuyo | Los Tarcos Rugby Club, Tucumán         |                                        |
|             |         | Reporte |      | Árbitro(s): Emilio Traverso (Santa Fe) | Árbitro(s): Emilio Traverso (Santa Fe) |

| 21 de abril | Buenos Aires | 44 - 29 | Salta | Club Pueyrredón, Benavídez         |                                    |
|             |              | Reporte |       | Árbitro(s): Carlos Poggi (Rosario) | Árbitro(s): Carlos Poggi (Rosario) |

| Bandera de la Provincia de Córdoba |
| Córdoba Campeón                    |

|                      |
| Buenos Aires Campeón |

## Zona Ascenso
Los partidos de la Zona Ascenso, correspondientes al cuadrangular final del Campeonato de Mayores, no otorgaron puntos y no se proclamó un campeón.
| Equipos       | Partidos | Partidos | Partidos | Tantos | Tantos | Tantos |
| Equipos       | G        | E        | P        | PF     | PC     | DP     |
| ------------- | -------- | -------- | -------- | ------ | ------ | ------ |
| Santa Fe      | 3        | 0        | 0        | 87     | 57     | +30    |
| San Juan      | 2        | 0        | 1        | 57     | 56     | +1     |
| Alto Valle    | 1        | 0        | 2        | 58     | 73     | -15    |
| Mar del Plata | 0        | 0        | 3        | 43     | 59     | -16    |

| 7 de abril | San Juan | 17 - 32 | Santa Fe | UNSJ, San Juan                        |                                       |
|            |          | Reporte |          | Árbitro(s): Víctor Riera (Alto Valle) | Árbitro(s): Víctor Riera (Alto Valle) |

| 7 de abril | Mar del Plata | 16 - 21 | Alto Valle | Mar del Plata Club, Mar del Plata      |                                        |
|            |               | Reporte |            | Árbitro(s): Ramiro García Gamero (Sur) | Árbitro(s): Ramiro García Gamero (Sur) |

| 14 de abril | Alto Valle | 12 - 20 | San Juan | Marabunta Rugby Club, Cipolletti       |                                        |
|             |            | Reporte |          | Árbitro(s): Ramiro García Gamero (Sur) | Árbitro(s): Ramiro García Gamero (Sur) |

| 14 de abril | Mar del Plata | 15 - 18 | Santa Fe | IPR Sporting Club, Mar del Plata      |                                       |
|             |               | Reporte |          | Árbitro(s): Henrique Platais (Brasil) | Árbitro(s): Henrique Platais (Brasil) |

| 28 de abril | Santa Fe | 37 - 25 | Alto Valle | Santa Fe Rugby Club, Santa Fe              |                                            |
|             |          | Reporte |            | Árbitro(s): Diego Dlugovitzky (Entre Ríos) | Árbitro(s): Diego Dlugovitzky (Entre Ríos) |

| 28 de abril | San Juan | 20 - 12 | Mar del Plata | UNSJ, San Juan                  |                                 |
|             |          | Reporte |               | Árbitro(s): José Covassi (Cuyo) | Árbitro(s): José Covassi (Cuyo) |